# BWI Group
BWIGroup（ビーダブリュアイグループ）はサスペンション・ブレーキ部品メーカー。本部を米国に置き、製造拠点を中国、インド、ポーランド、英国、メキシコに持つ国際的なサプライヤーである。

## 歴史
2009年11月1日、デルファイのシャシー部門を買収し発足した。

## 製品
自動車メーカーへ部品を供給している。
MR流体を用いた制御ダンパー、MagneRideTMはChevrolet Corvette C5、Chevrolet Corvette C6、Chevrolet Camaro in ZL1 trim (2012-)、Cadillac CTS-V (2009-)、Ferrari 599、Ferrari California、Audi TT、Audi R8、Acura MDX、Acura ZDX、Range Rover Evoqueに採用されている。